# Мезитилен
Мезитилен, або 1,3,5-триметилбензол — похідна бензолу із трьома метильними замісниками, розташованими симетрично навколо кільця. Двома іншими ізомерними триметилбензолами є 1,2,4-триметилбензол (псевдокумол) й 1,2,3-триметилбензол (мемімелітен).
Є компонентом кам'яновугільної смоли, галичанської нафти (разом із бензолом, толуолом, мета- й параксилолами).

## Фізичні властивості
Мезитилен є безбарвною рідиною із солодким ароматичним запахом. Температура топлення -44,72 С, кипіння 164,7. Розчинний у органічних розчинниках (ацетон, бензол, діетиловий ефір, хлороформ, етанол). Щільність 0,86518 (20 °C, відносно води при 4 °C, агрегатний стан — рідина).

## Отримання
При конденсації трьох молекул ацетону під дією концентрованої сульфатної або хлоридної кислоти утворюється симетричний триметилбензол (мезитилен):

## Комплекс із DCl
У пропорції 1:1 цей мономолекулярний комплекс не є забарвленим, а його розчини у органічних розчинах не є електропровідними, тобто не містять йонів. Мезитилен (π-основа) утворює із DCl (кислота) за низької температури донорно-акцепторний комплекс, який називається π-комплексом. У цьому комплексі обмін дейтерієм не відбувається.
У присутності кислот Льюїса π-комплекс перетворюється на σ-комплекс, який є забарвленим у жовтий колір, а його розчини у органічних розчинниках є електропровідними.
У мезитилені атоми водню ароматичного кільця швидко обмінюються на дейтерій. Термодинамічна стабільність σ-комплексів такого типу (аренонієвих йонів, бензолонєвих катіонів) у значній мірі залежить від будови початкового субстрату та від природи протиіону. Уведення електродонорних замісників у ароматичне кільце підвищує термодинамічну стабільність відповідних σ-комплексів. Такий самий вплив мають слабоосновні комплесні протиіони, наприклад, {\displaystyle \mathrm {BF_{4}^{-},\,\,SbF_{6}^{-},\,\,PF_{6}^{-}} .}